# Stadion Hoheluft
Das Stadion Hoheluft (auch Stadion an der Hoheluft) ist ein 1907 errichtetes Fußballstadion in Hamburg. Trotz seines Namens befindet sich das Stadion im Stadtteil Eppendorf. Der Oberligist SC Victoria Hamburg und die Regionalligisten FC Teutonia 05 Ottensen und Hamburger SV II tragen hier ihre Heimspiele aus. Von 2021 bis 2023 war auch die American-Football-Mannschaft der Hamburg Sea Devils aus der European League of Football (ELF) im Stadion ansässig. Die Anlage ist eine der traditionsreichsten und ältesten Spielstätten im deutschen Fußball. Zwischen 1911 und 1940 wurden hier fünf Länderspiele der deutschen Fußballnationalmannschaft und ein Endspiel um die Deutsche Meisterschaft ausgetragen. Die Sportstätte bietet rund 8000 Zuschauerplätze. Zu Fußballspielen sind, durch die Fanteilung, rund 5000 Plätze verfügbar.

## Geschichte
Der SC Victoria spielte vor dem Bau dieses Stadions von 1895 bis 1904 auf dem Heiligengeistfeld und von 1904 bis 1907 auf der 1885 eröffneten Radrennbahn am Grindelberg, wo sich heute der U-Bahnhof Hoheluftbrücke befindet. Da der Verein rasch wuchs und auch große sportliche Erfolge erringen konnte, so z. B. die erste norddeutsche Meisterschaft im Jahr 1906, wurde beschlossen, ein eigenes Grundstück zu bebauen, um dort die Heimspiele austragen zu können. Das Stadion wurde im September 1907 mit einem Spiel gegen den damaligen deutschen Meister VfB Leipzig eingeweiht. Victoria gewann mit 5:2.

Die Meistermannschaft von Holstein Kiel im Hoheluft-Stadion in Hamburg (Mai 1912)

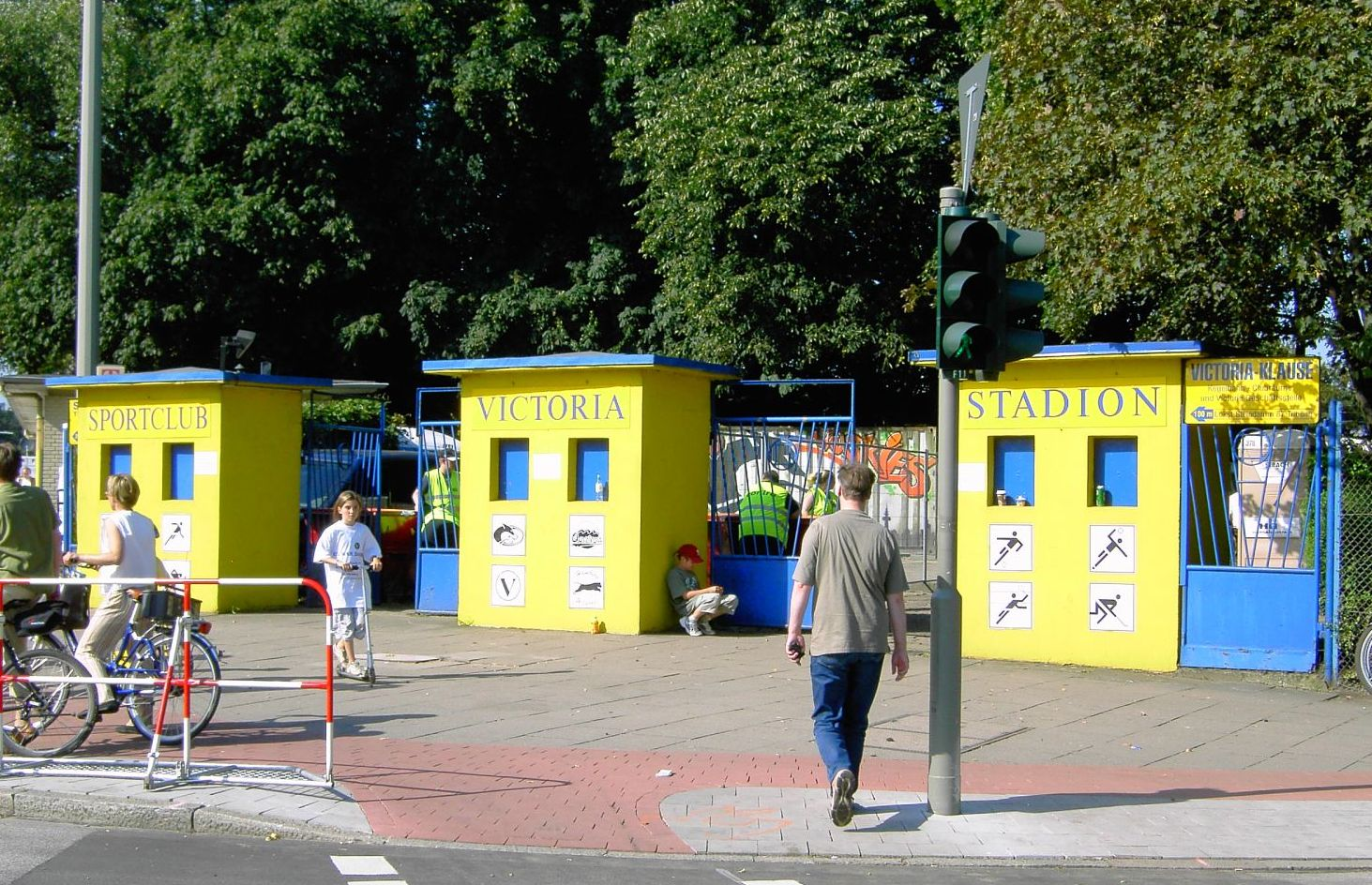
Eingang mit Kassenhäuschen in den Vereinsfarben des SC Victoria (August 2007)

1909 wurde die Tribüne fertiggestellt. Dies machte das Stadion auch für Länderspiele und Endrundenspiele um die deutsche Meisterschaft attraktiv. Im Jahre 1911 verlor die deutsche Nationalmannschaft im ersten Länderspiel auf der Hoheluft gegen Schweden mit 1:3. Dem Endspiel um die deutsche Meisterschaft 1912 zwischen Holstein Kiel und dem Karlsruher FV (1:0) wohnten im Stadion Hoheluft 10.000 Zuschauer bei.
Im Jahre 1920 wurde rechts hinter dem Haupteingang Martinistraße/Ecke Lokstedter Steindamm ein Kriegerdenkmal aus Muschelkalkstein für im Ersten Weltkrieg gefallene Soldaten sowie eine getötete Krankenschwester mit Bezug zum SC Victoria errichtet. Dieses Denkmal wurde durch Spenden von Vereinsmitgliedern finanziert und bezieht sich durch Ergänzung der maßgeblichen Jahreszahlen nach Ende des Zweiten Weltkriegs auch auf die Gefallenen dieses Krieges.
Die Haupttribüne brannte 1921 ab; die Ursache war vermutlich Brandstiftung. Die Tribüne wurde wieder aufgebaut, diesmal war der Sockel aus Beton. Dieses Markenzeichen des Stadions wurde Ende der 1970er Jahre sowie 1985 renoviert. Inzwischen herrscht auf dieser Tribüne striktes Rauchverbot. In den 1920er und 1930er Jahren nahm Victoria viel Geld mit dem Vermieten des Platzes ein. Dort wurden z. B. Boxkämpfe ausgetragen oder der ATSB-Verein FTSV Lorbeer Rothenburgsort spielte hier. 1929 und 1931 wurde hier das Endspiel um die Arbeiter-Meisterschaft ausgetragen. Beide Male gewann der SC Lorbeer, 1929 wohnten 15.000, 1931 gar 20.000 Zuschauer der Partie bei. Das hieß aber nicht, dass der Klub politisch links gestanden hätte: 1932 wurde der Platz für einen Abend an die NSDAP vermietet, 50.000 Menschen kamen, um sich eine Rede Hitlers anzuhören.
Nach dem Zweiten Weltkrieg war die große Zeit der Victoria zu Ende; in der Saison 1953/54 wurde hier letztmals erstklassiger Fußball gespielt. Aus der Nachkriegszeit datiert auch der Zuschauerrekord: am 13. Juni 1948 sahen 37.000 Menschen das Endspiel um die Meisterschaft der Britischen Zone zwischen dem Hamburger SV und dem FC St. Pauli (6:1). Aufgrund des sportlichen Niedergangs der SC Victoria wurde die Kapazität des Stadions mehrmals verkleinert, auch, um Platz für die Vergrößerung des angrenzenden UKE Eppendorf zu schaffen. Dem fiel auch der Martini-Sportplatz, der Nebenplatz des Stadions, zum Opfer.
Heute kommen im Vergleich zu früheren Zeiten nur noch wenige Zuschauer zu den Heimspielen des SC, der – wie drei Meistertitel in Folge ausweisen allerdings recht erfolgreich – in der fünftklassigen Fußball-Oberliga Hamburg spielt. Einmal im Jahr ist das Stadion dennoch außerordentlich gut frequentiert, nämlich wenn hier das Endspiel um den Hamburger Pokal ausgetragen wird, dessen Sieger in den DFB-Pokal einzieht. In den Jahren 2005 und 2006 lockte die Teilnahme des FC St. Pauli am Endspiel jeweils 6000 Zuschauer an.
Zur Saison 2008/09 wurde das Stadion durch finanzielle Unterstützung des Sportamtes der Hansestadt renoviert und den Anforderungen des DFB an die Fußball-Regionalliga angepasst. In dieser Spielzeit trug auch der Hamburger Verein Altonaer FC von 1893 hier seine Heimspiele aus.
Die Hamburg Eagles trugen ihre Heimspiele bis 2007 im Stadion Hoheluft aus und von 2011 bis 2014 bestritt auch die zweite Mannschaft des FC St. Pauli in der Regionalliga-Nord ihre Heimspiele hier. Zudem tragen die Hamburger Amateurvertreter ihre Heimspiele im DFB-Pokal oftmals an der Hoheluft aus.
Seit 2008 findet regelmäßig Kicken mit Herz im Stadion Hoheluft statt. In einem Benefiz-Spiel zu Gunsten der Kinder-Herz-Medizin des UKE treffen das Team der Hamburg Allstars mit Musikern, Künstlern, TV-Stars und Sportlern auf die Ärztemannschaft des UKE, die Placebo Kickers Hamburg.
2017 wurde das Spielfeld aus Naturrasen gegen einen regionalligatauglichen Kunstrasen ausgetauscht. Während dieser Zeit trug der SC Victoria 17 Auswärtsspiele am Stück aus.
Nach dem Aufstieg in die Regionalliga Nord zur Saison 2020/21 zog der FC Teutonia 05 Ottensen in das Stadion Hoheluft, da der heimische Gottfried-Tönsfeldt-Platz nicht den Anforderungen der Liga entsprach. Zur Saison 2025/26 zieht sich Teutonia aus der Regionalliga Nord und aus dem Stadion Hoheluft zurück, da es kein drittligataugliches Stadion in der Hansestadt gibt und auf Jahre auch keines geben wird. Ein weiterer Grund ist die unsichere Finanzierung der Mannschaft, ohne Perspektive auf die Dritte Liga.
Seit der Debütsaison der European League of Football 2021 bis 2023 trugen die Hamburg Sea Devils ihre Heimspiele im Stadion Hoheluft aus. Nachdem es bereits in der Saison 2022 mehrfach zu Beschwerden von Anwohnern aufgrund der Zuschauerlautstärke gekommen war, wurden die Sea Devils im darauffolgenden Jahr seitens der Stadt Hamburg mit Auflagen zur Lärmreduzierung belegt. Diese umfassten unter anderem das Verbot von Trommeln und Tröten während der Spiele sowie eine Maximallautstärke von 50 Dezibel außerhalb des Stadions.
Für die Heimspiele der Saison 2024/25 der Regionalliga Nord zieht außerdem die zweite Mannschaft des Hamburger SV, aufgrund von Umbauarbeiten im Sportpark Eimsbüttel, in das Stadion Hoheluft.

## Anlage

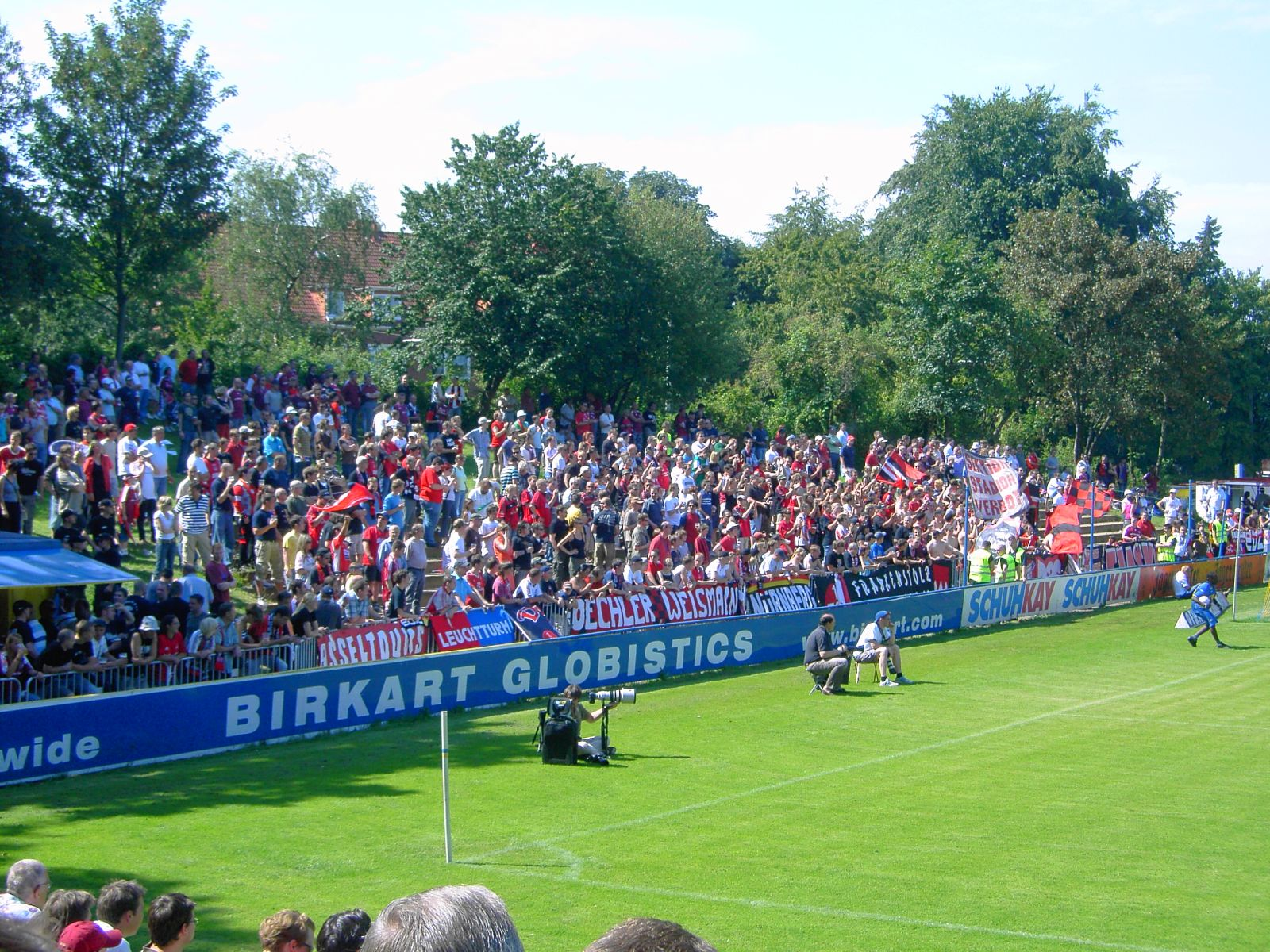
Stehplatzränge in der Westkurve.

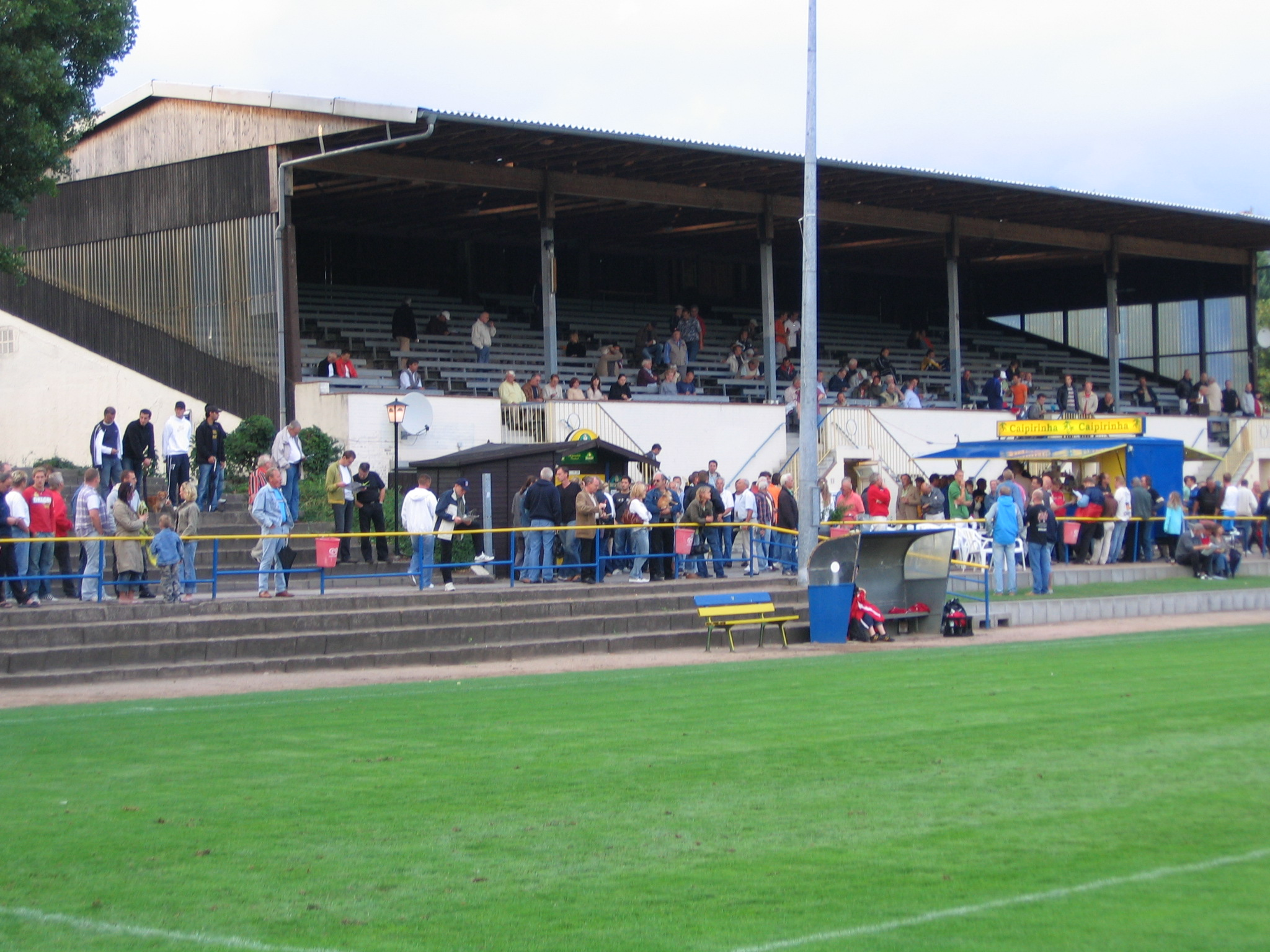
Haupttribüne des Stadions Hoheluft.

Als Prunkstück gilt die Haupttribüne. Sie ist heute für genau 999 Zuschauer zugelassen und gilt als Symbol für den SC Victoria. Das Dach der Tribüne ist noch aus Holz, verstärkt mit Wellblech, der Sockel besteht aus Beton. Die Tribüne ist heute eine der letzten, die noch im Stile der 20er Jahre errichtet wurde und immer noch in Benutzung ist. Unterhalb der Tribüne befindet sich das Vereinsheim mit einem kleinen Restaurant, der „Victoria-Klause“. Diese wurde einige Jahre lang vom ehemaligen Bundesligaspieler Walter Frosch geführt. Im Jahr 2020 wurde die „Victoria-Klause“ umgebaut und modernisiert.
Der Bereich rechts der Tribüne (Block A) ist bei Regionalligaspielen den Sanitäts- und Sicherheitskräften vorbehalten. Im Block B, links der Tribüne befinden sich Stehtraversen, ebenso wie im Gästeblock D auf der Gegengeraden und in der Westkurve (Block C). Im Osten bildet seit 1968 ein Zaun die Grenze zum Universitätsklinikum Hamburg-Eppendorf. Der ehemalige Haupteingang Martinistraße/Ecke Lokstedter Steindamm dient bei Regionalligaspielen als Eingang für die Gästefans, der Tribüneneingang am Lokstedter Steindamm ist den heimischen Zuschauern vorbehalten. Bei den Heimspielen der Oberliga Hamburg ist ausschließlich der Tribüneneingang geöffnet. Das gesamte Stadion ist im Stile der Vereinsfarben in Blau und Gelb gehalten.

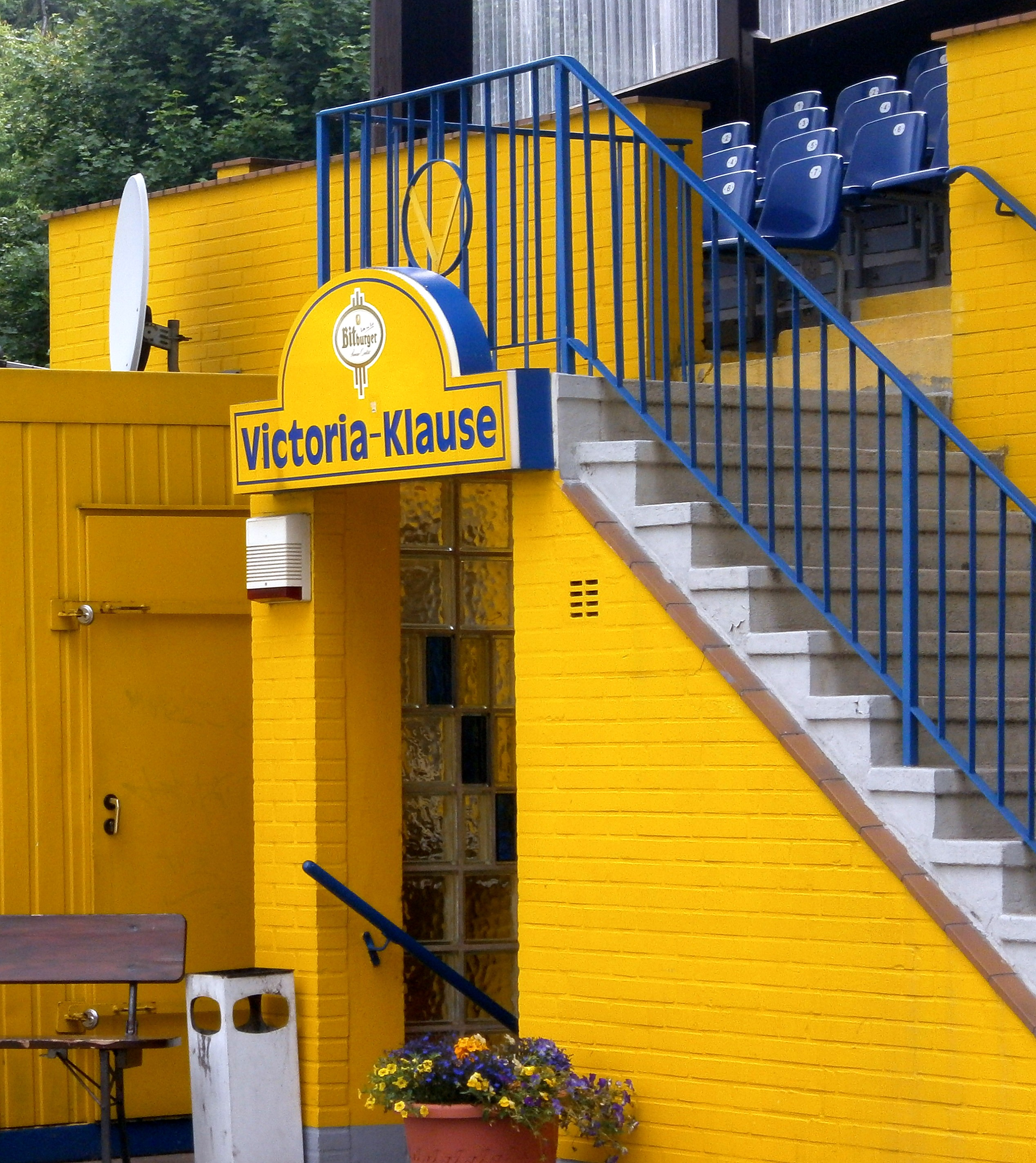
Eingang der Victoria-Klause.

## Fred-Hölzer-Tribüne
Die Fred-Hölzer-Tribüne ist eine Haupttribüne im Stadion. Sie bietet Platz für 999 Zuschauer und ist das Prunkstück des Stadions. Die Tribüne wurde nach Wellfried „Fred“ Hölzer benannt, einem langjährigen Vereinsmitglied und Gönner des SC Victoria, der am 4. Oktober 2019 im Alter von 88 Jahren verstarb.

## Länderspiele im Stadion
1911 wurde das erste von fünf Länderspielen im Stadion ausgetragen. Der Gast war Schweden. Im Tor stand Adolf Werner, Torwart des SC Victoria. Schweden gewann mit 3:1.
Die deutsche Mannschaft spielte, wenn sie im Stadion Hoheluft zu Gast war, zumeist unglücklich. Es gelangen nur zwei knappe Siege, einer davon im letzten Länderspiel 1940 gegen Dänemark. Am Tag zuvor hatte Hamburg den ersten britischen Luftangriff erlebt. Trotz der Gefahr, von Bomben getroffen zu werden, kamen 28.000 Zuschauer, es mussten zusätzliche Tribünen aufgebaut werden. Die Propaganda tönte: Die dänischen Gäste haben gesehen, welche Kraftquellen das deutsche Volk besitzt, wenn es mitten in der entscheidenden Phase des Krieges eine große Veranstaltung in einem würdigen Rahmen stellen kann. Durch ein Tor des späteren Bundestrainers Helmut Schön gelang der Sieg. Von da an wurden alle anderen Länderspiele in Hamburg im Volksparkstadion ausgetragen.
| Sonntag, 29. Oktober 1911     |     |                   |
| Deutsches Reich – Schweden    | 1:3 | Zuschauer: 9.000  |
| Sonntag, 26. Oktober 1913     |     |                   |
| Deutsches Reich – Dänemark    | 1:4 | Zuschauer: 15.000 |
| Donnerstag, 10. Mai 1923      |     |                   |
| Deutsches Reich – Niederlande | 0:0 | Zuschauer: 25.000 |
| Sonntag, 4. November 1923     |     |                   |
| Deutsches Reich – Norwegen    | 1:0 | Zuschauer: 20.000 |
| Sonntag, 17. November 1940    |     |                   |
| Deutsches Reich – Dänemark    | 1:0 | Zuschauer: 28.000 |